# Paralaea rufivena
Paralaea rufivena är en fjärilsart som beskrevs av Walker 1866. Paralaea rufivena ingår i släktet Paralaea och familjen mätare. Inga underarter finns listade i Catalogue of Life.